# Gördelnålskinn
Gördelnålskinn (Tubulicrinis cinctus) är en svampart som beskrevs av G. Cunn. 1963. Gördelnålskinn ingår i släktet stiftskinn och familjen Tubulicrinaceae.  Arten är reproducerande i Sverige. Inga underarter finns listade i Catalogue of Life.